# Margaroperdix madagarensis
Margaroperdix madagarensis е вид птица от семейство Phasianidae, единствен представител на род Margaroperdix.

## Разпространение
Видът е разпространен в Мадагаскар.